# Vielha
Vielha (katalanska: Viella) är en ort i Spanien. Den är belägen i provinsen Lleida i regionen Katalonien, i den nordöstra delen av landet, 400 km nordost om huvudstaden Madrid. Vielha ligger 976 meter över havet.
Vielha är centralort i kommunen Vielha e Mijaran.